# Benedikt Matthias von Korff zu Harkotten
Benedikt Matthias von Korff zu Harkotten (* 12. Februar 1696; † 20. Juni 1753) war Vertreter der Ritterschaft im Landtag.

## Leben

### Herkunft und Familie
Benedikt Matthias von Korff zu Harkotten wuchs als Sohn des Wilhelm Heinrich von Korff zu Harkotten und seiner Gemahlin Franzelina Christina von Galen zu Assen zusammen mit seinen Geschwistern Wilhelm Friedrich (1688–1727, ⚭ Catharina Franziska Bernhardina von Westphalen. Die Tochter Francisca Lucia war Äbtissin in Freckenhorst), Hugo Gottfried, Maria Dorothea (Stiftsdame in Nottuln), Dietrich Mauritz Joseph, Franz Bernhard (Kanonikus in Cappenberg), Anna Elisabeth (Stiftsdame in Nottuln) und Francelina Helena (Stiftsdame in Langenhorst) in der uralten Adelsfamilie von Korff auf. Am 16. April 1738 schloss er einen Ehevertrag und heiratete in Brackel Maria Anna Theresia von Asseburg zu Hinnenburg (1714–1766). Aus der Ehe gingen die Söhne Carl Mauritz (⚭ Sophie Antonia von Boeselager) und Franz Adolph (Domherr in Osnabrück) hervor.

### Wirken
Mit dem Erhalt der Tonsur im Jahre 1712 wurde Benedikt Matthias auf ein geistliches Amt vorbereitet und besuchte im Jahr darauf die Jesuitenschule in Münster. 1718 trat er in die Armee des Fürstbischofs ein, erwarb das Fähnrichspatent und wurde Lieutenant im Regiment von Nagel. Bis zu seinem Entlassungsgesuch im Jahre 1734 diente er Kapitän im Regiment Corfey. Grund für das Ausscheiden war die Übernahme der elterlichen Erbgüter.
Am 30. Dezember 1733 fand die Aufschwörung zur Münsterschen Ritterschaft statt. Damit war er Vertreter im Landtag. Die Aufgabe dieser Institution, bestehend aus den drei Ständen, lag in der Regelung des Steuerwesens und ab 1447 auch des Fehdewesens im Hochstift Münster.

### Sonstiges
Er trat 1727 die Erbschaft seines Bruders Wilhelm Friedrich an, der am 2. November 1727 auf Schloss Harkotten verstarb.